# José Daniel Lacalle Larraga
José Daniel Lacalle Larraga (Valtierra, Navarra, 21 de febrer de 1897 - Madrid, 21 de juliol de 1981). Militar espanyol. Fill de Tirso Lacalle Yabar de malnom «El Coix de Cirauqui».

## Carrera militar
Va iniciar la seva preparació militar en l'Acadèmia de Cavalleria de Valladolid, d'on va passar en 1920 a l'Aviació Militar aconseguint la titulació de pilot militar a més d'observador, cartografia i comandaments d'aviació. Va participar en la Guerra del Marroc. En la Guerra Civil Espanyola va estar al comandament d'una companyia de requetés, per posteriorment incorporar-se a l'aviació.
Durant la dictadura franquista va ocupar càrrecs com a Cap de l'Estat Major de la Primera Brigada de l'Aire; professor de l'Escola Superior de l'Exèrcit; director de l'Escola Superior de l'Aire; segon Cap de l'Estat Major de l'Aire, des d'on va promoure la creació del polígon de tir de las Bardenas a Navarra, prop del seu poble natal; sotssecretari de l'Aire (1954-1957) i Cap de la Regió Aèria Pirinenca. El 10 de juliol de 1962 va ser nomenat Ministre de l'Aire del govern franquista, càrrec que va ocupar fins al 29 d'octubre de 1969, sent ja tinent general de l'exèrcit. Durant el seu mandat com a Ministre de l'Aire, va fundar el col·legi menor Nostra Senyora de Loreto.
Fou un dels 59 procuradors que el 18 de novembre de 1976 a les Corts Espanyoles van votar en contra de la Llei per a la Reforma Política que derogava els principis fonamentals del Movimiento.
Avi patern de Daniel Lacalle, gestor de fons a la City de Londres i autor celebri de diversos llibres de divulgació d'economia.

## Condecoracions
Va aconseguir diverses medalles en la seva carrera militar: Medalla Militar Individual, Gran Creu de l'Orde de Sant Hermenegild, Mèrit Aeronàutic, Mèrit Militar, Mèrit Naval, Isabel la Catòlica, Orde de Cisneros, Libertador San Martín (Argentina) i Orde Militar d'Aviz (Portugal).